# Naissance en 1300
Naissance
- 1296
- 1297
- 1298
- 1299
- 1300
- 1301
- 1302
- 1303
- 1304

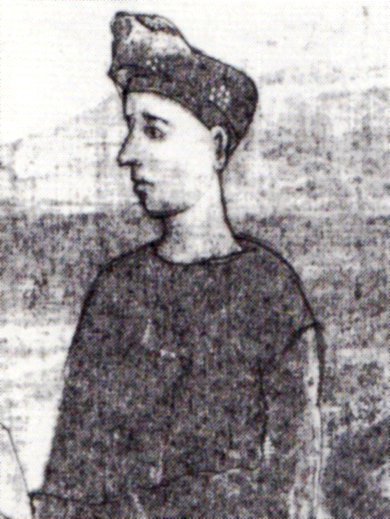
Guillaume II de Brunswick-Lunebourg, né vers 1300.

Cette page dresse une liste de personnalités nées au cours de l'année 1300  :
- 28 janvier : Chūgan Engetsu, poète japonais qui occupe une place éminente dans la littérature des cinq montagnes.
- 1er juin : Thomas de Brotherton, un des fils d'Édouard Ier, roi d'Angleterre et de sa seconde épouse, Marguerite de France.
- septembre : Magnus Birgersson, prince suédois, fils du roi Birger Magnusson et de la Reine Märta.
- 29 octobre : John Grey (1er baron Grey de Rotherfield).

- Pietro Alighieri, magistrat et critique littéraire italien.
- Giovanni di Balduccio, sculpteur gothique italien.
- Jeanne de Belleville, dite « la Tigresse bretonne », devenue corsaire.
- Guillaume de Machaut
- Raymond de Canillac, archevêque de Toulouse, cardinal avec le titre de cardinal-prêtre de Sainte-Croix-de-Jérusalem puis de cardinal-évêque de Palestrina.
- Olivier IV de Clisson, noble breton.
- Henri de Bade-Sausenberg,  margrave de Bade-Sausenberg et seigneur de Rötteln.
- Jean III de Brabant, duc de Brabant et de Limbourg.
- Jean Ier de Luxembourg-Ligny[1], seigneur de Ligny, de Roussy et de Beauvoir.
- Jeanne de Ferrette, duchesse consort d'Autriche.
- Jeanne Ire de Châlon-Tonnerre, comtesse de Tonnerre.
- Kyawswa I, troisième roi de Pinya.
- Guy X de Laval, seigneur de Laval et d'Acquigny, baron de Vitré, comte de Caserte dans la Terre de Labour et vicomte de Rennes.
- Guillaume de Machaut, écrivain et compositeur français.
- Othon II de Nassau, comte de Nassau-Dillenbourg.
- Francesco I Ordelaffi, noble italien.
- Adolphe Ier du Palatinat, comte palatin du Rhin.
- Qutugku Khan, Khan mongol.
- Raimond de Salg, prélat français.
- Jean Tauler, théologien, un mystique et un prédicateur alsacien influent, surnommé « le docteur illuminé ».
- Trần Minh Tông, empereur du Đại Việt.

date incertaine (vers 1300)
- Guillaume II de Brunswick-Lunebourg, prince de Lunebourg.
- Simon Bredon, astronome, mathématicien et médecin anglais.

## Crédit d'auteurs
- Cet article est partiellement ou en totalité issu de l'article intitulé « 1300 » (voir la liste des auteurs).